# Геј бомба
Геј бомба je име бесмртног оружја које је Америчко ратно ваздухопловство желело да реализује.
Године 1944. Wright Laboratory у Охају је објавио неколико информација везаних за бесмртна оружја, али су други таблоиди добили приступачност целом пројекту помоћу закона о слободном приступу информација од јавног значаја и тако поделили концепт широј јавности.

## Концепт
Геј бомба је име бесмртног оружја које је Америчко ратно ваздухопловство желело да реализује и које би било коришћено против непријатеља. Јак афродизијак би био убачен у бомбу и бачен на непријатеље који би променио њихово понашање и принудио на хомосексуалност. У даљем тексту тог документа, истраживачи налажу да и до данас таква супстанца не постоји.
Године 2007. бомба је добила Иг Нобелову награду, својеврсну пародију на Нобелову награду која се додељује за најбизарнија истраживања.